# 議員会館

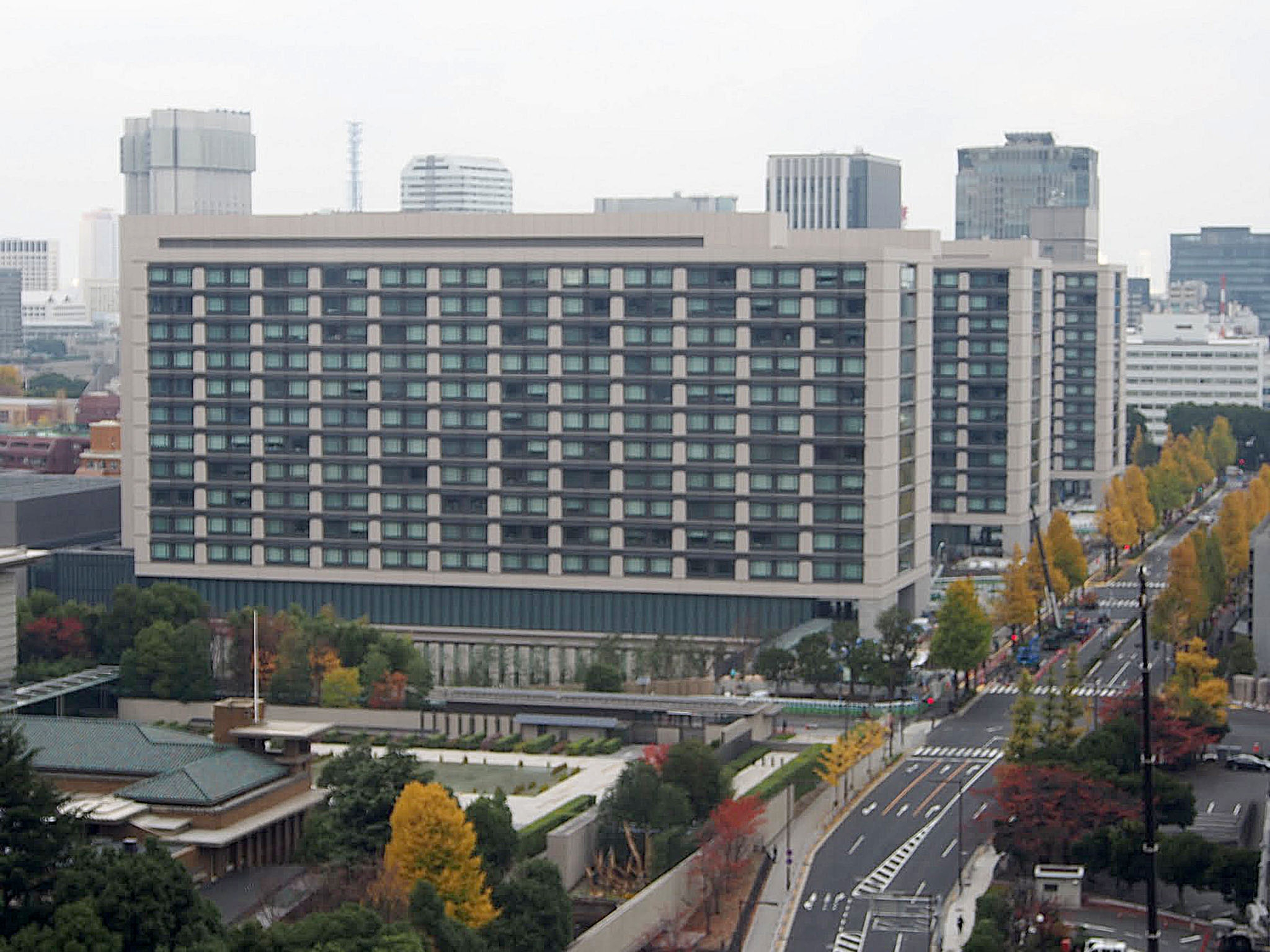
衆議院第一議員会館。後方に見えるのが、衆議院第二議員会館と参議院議員会館。

議員会館（ぎいんかいかん）とは、衆議院議長・参議院議長の管理の下、各議院の国会議員の執務室を提供するために設置された施設。設置根拠は国会法第132条の2。衆議院事務局管理部および参議院事務局管理部が維持管理を行っている。
簡単に言うと、国会議員達の東京事務所の合同庁舎（各議員達は自分の選挙区にも地元事務所を持っている）。

## 概要
衆議院に衆議院第一議員会館・衆議院第二議員会館が、参議院に参議院議員会館が置かれている。これらの議員会館は、国会議事堂の西側（裏側）の道路（都道257号線）をはさんだ向かいに3棟並んで建てられており、中央に位置する衆議院第二議員会館は国会議事堂中央塔と軸線が一致するように配置されている。衆議院第一議員会館の南側の区画には内閣総理大臣官邸が立地している。
いずれの建物も地上部は鉄骨構造12階建て。地下部は鉄骨鉄筋コンクリート構造・鉄筋コンクリート構造で3-5階建である。地下には食堂・売店を備えるほか、地下通路により国会議事堂及び東京地下鉄国会議事堂前駅・永田町駅とつながっている。
議員会館前の道路の歩道は、自己の政治的思想を国会議員へと訴えかけようとするデモの名所で、各種団体が幟や拡声器を手に陳情や座り込みをしている姿がしばしば見かけられる。
国会開会中は、議員会館と議員宿舎との間に、各院事務局による議員専用の送迎バスが運行される。

## 議員会館（新）

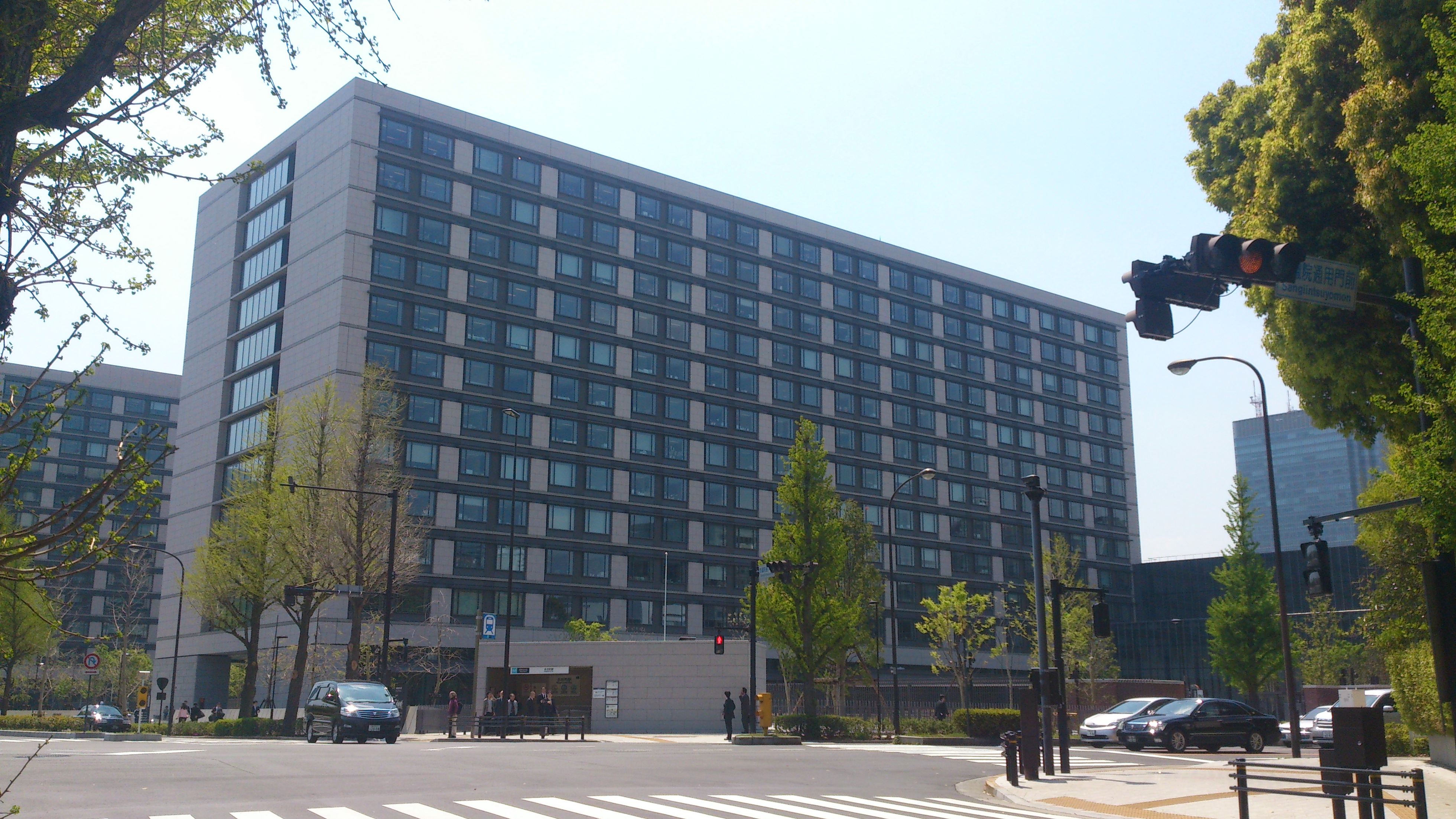
参議院議員会館
（参議院通用門前交差点より）

旧会館は狭隘・老朽化が進んでいたことや、セキュリティ上の問題点・高度情報化・バリアフリー化・環境対策等への対応困難などを理由として、2007年度（平成19年度）からPFI方式による建て替え事業を始めた。参議院議員会館は2010年（平成22年）6月に竣工し、同年7月1日より使用を開始。衆議院議員会館は同年7月に竣工し、同年7月20日より使用を開始した。新会館では、議員事務室は旧会館の約40m2/室から約100m2/室と拡大された。総工費は、衆議院議員会館は第一・第二2棟合計で約1,106億円、参議院議員会館は1棟で約600億円。
新会館においても、名称変更・住所・郵便番号の変更はない。
国会議事堂と議員会館の間には公道（国道二四六号線永田町バイパス）が通っている。従来この公道の下に、第二次世界大戦中の防空壕跡を利用した広い地下通路があって、国会議事堂・衆議院第一議員会館・衆議院第二議員会館・参議院議員会館などをつないでいたが、新議員会館建設時に、国会議事堂前駅・永田町駅までつなぐ地下通路が新設された。そのため、国会議事堂・衆議院第一議員会館と第二議員会館・参議院議員会館・国会議事堂前駅・永田町駅の間は、一旦外に出なくても行き来できることとなった。

### セキュリティ
PFIによる運営なので警備も民間警備会社によって行われている。日中は衛視が居るが出入管理を行う程度であり、その他の駐車場、手荷物検査、防災センターは民間警備会社が行っている。開館時間帯は受付を通り入館するが閉館すると防災センターなどで警備員からの受付をし入館することになる。また、敷地内の共用部においての撮影は禁止されている。平日は参議院、衆議院議員会館のピロティ部分は自由に歩けるが閉館、休日になると関係者以外立ち入り禁止となる。

### 議員会館各館の概要

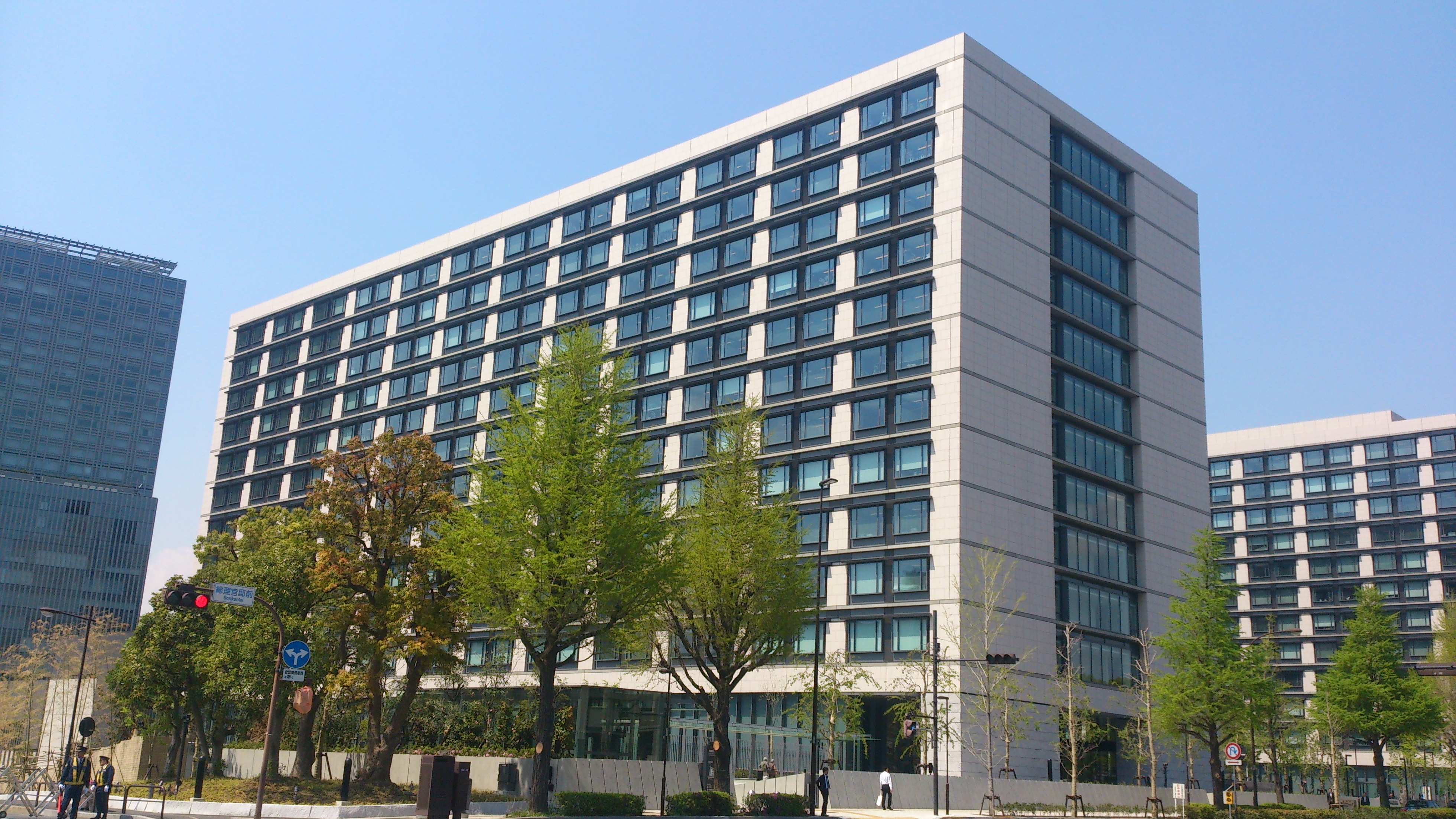
衆議院第一議員会館

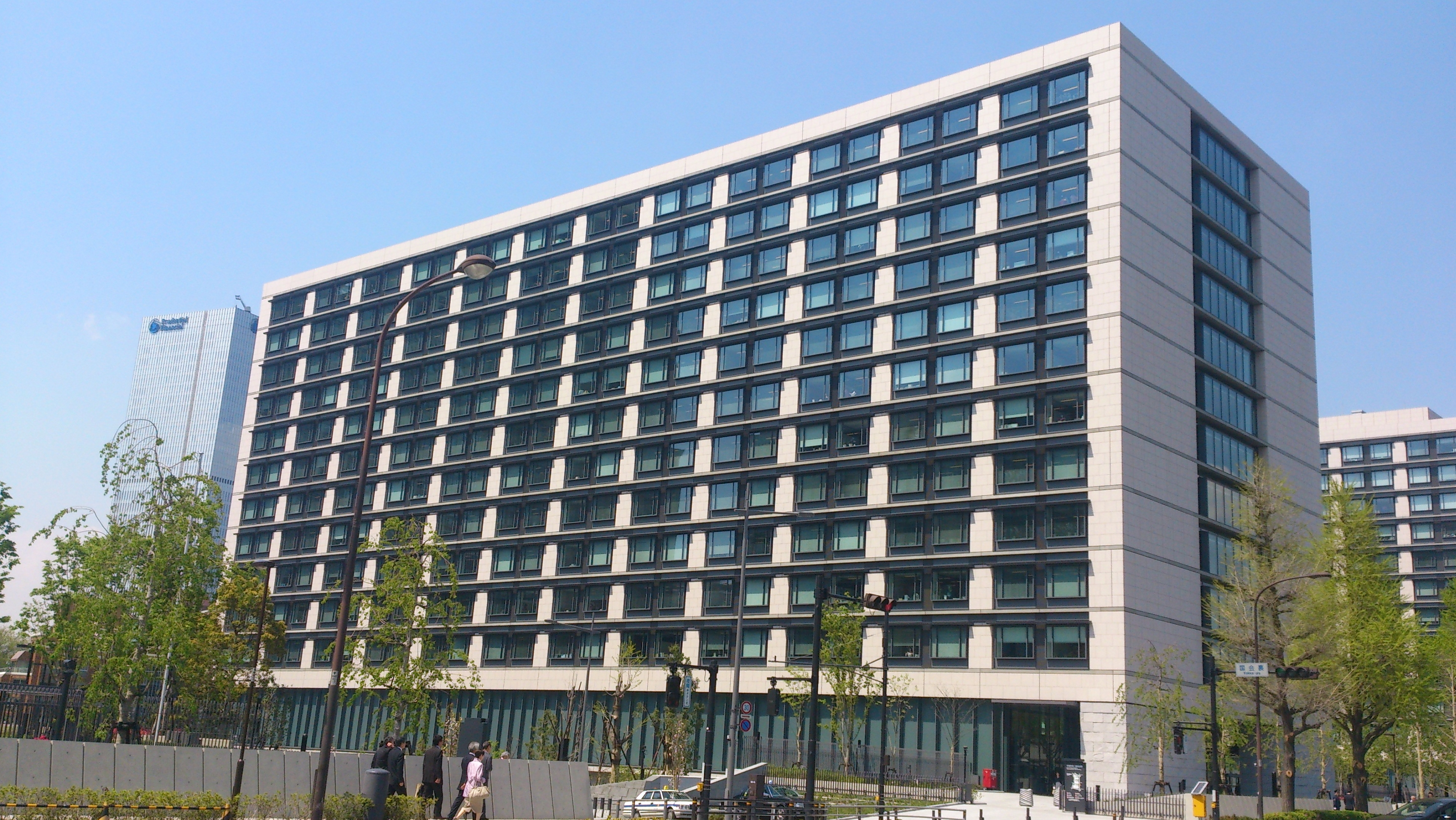
衆議院第二議員会館

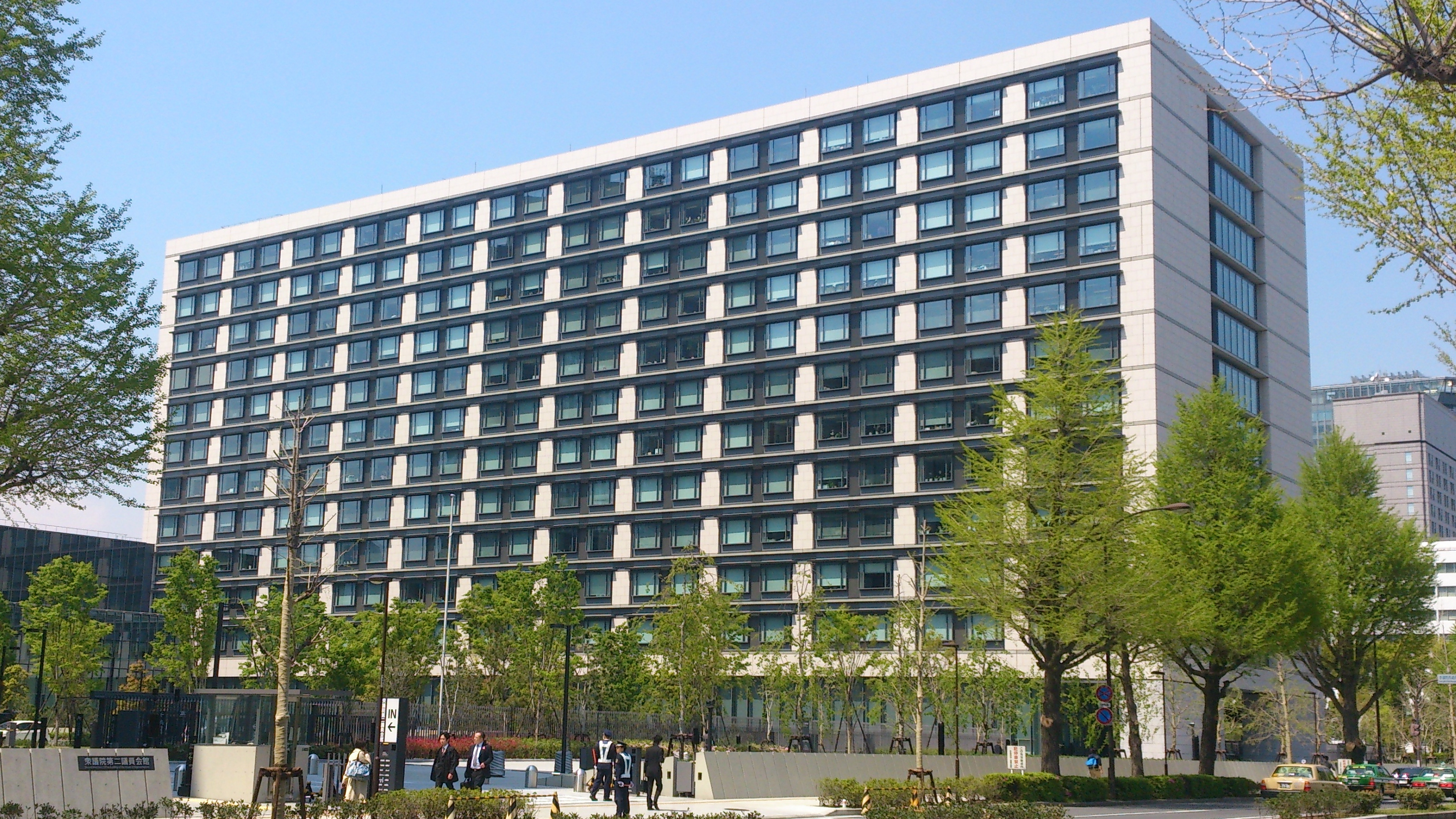
参議院議員会館

- 所在地 - 東京都千代田区永田町二丁目2-1
- 郵便番号 - 100-8981
- 階数 - 地上12階/地下5階
- 敷地面積 - 約26,400m2
- 建設面積 - 約12,100m2
- 延床面積 - 約112,300m2
- 議員事務室数 - 240室
- 議員事務室面積 - 約100m2/室
- 竣工年月 - 2010年6月

衆議院第二議員会館
- 所在地 - 東京都千代田区永田町二丁目1-2
- 郵便番号 - 100-8982
- 階数 - 地上12階/地下4階
- 敷地面積 - 約19,700m2
- 建設面積 - 約6,500m2
- 延床面積 - 約90,700m2
- 議員事務室数 - 240室
- 議員事務室面積 - 約100m2/室
- 竣工年月 - 2010年6月

参議院議員会館
- 所在地 - 東京都千代田区永田町二丁目1-1
- 郵便番号 - 100-8962
- 階数 - 地上12階/地下3階
- 敷地面積 - 約28,300m2
- 建設面積 - 約9,500m2
- 延床面積 - 約96,000m2
- 議員事務室数 - 242室
- 議員事務室面積 - 約100m2/室
- 竣工年月 - 2010年7月

### 議員会館議員事務室
現在の議員会館では、議員用の執務室、応接室兼会議室、前室及び秘書と事務員の執務室が議員ごとに設けられ、議員1人あたりの割り当て面積が、旧議員会館から比べて約2.5倍、100m2に増えた。

### 議員会館内施設
- 議員事務室
- 会議室

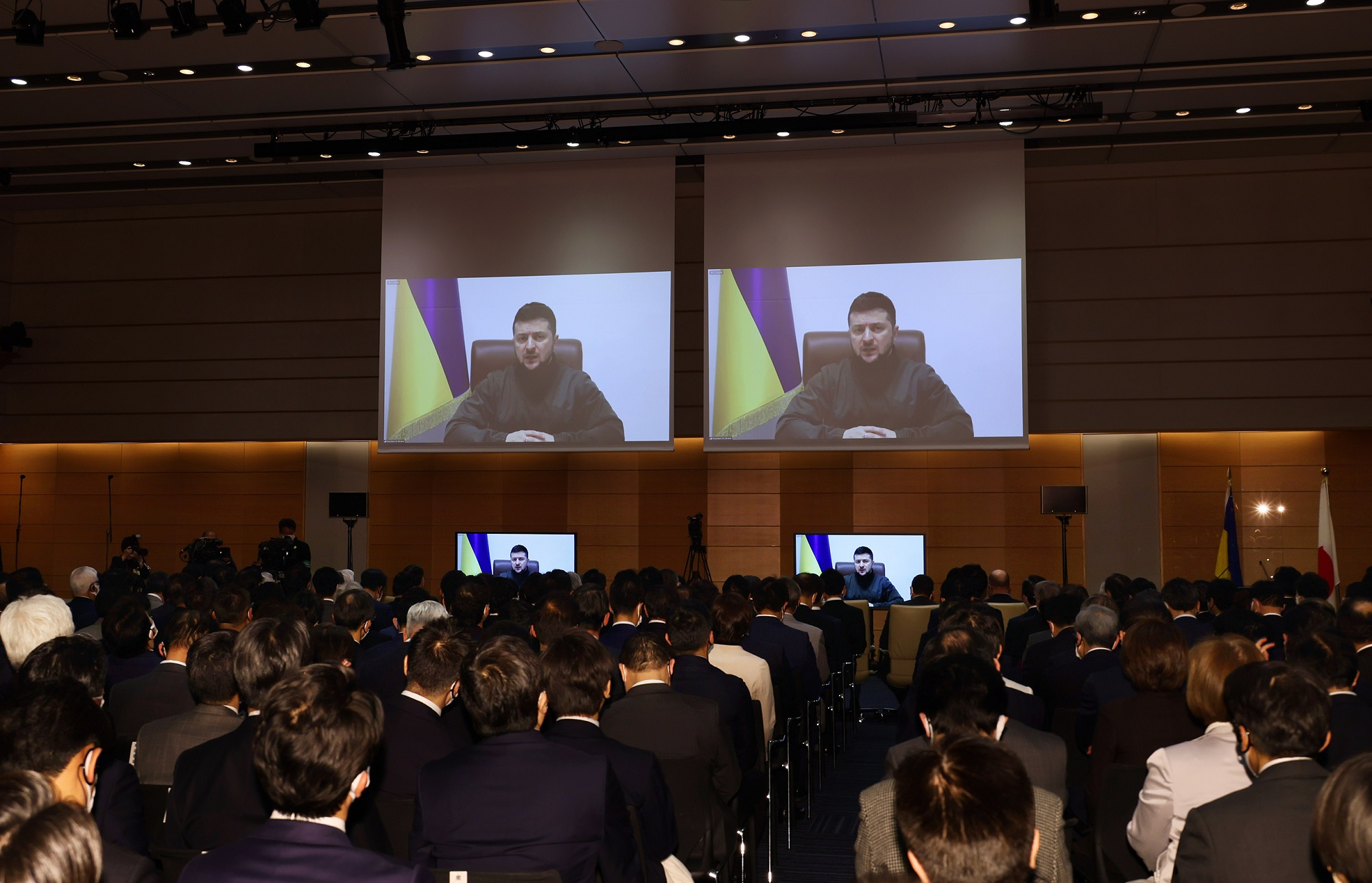
2022年3月23日、衆議院第1議員会館の国際会議室と多目的ホールで行われたウクライナのウォロディミル・ゼレンスキー大統領によるオンライン演説

- エレベーター - 一般用/議員専用・B4～1Fから8F～12F用高層階用エレベーター6機、各階止まりのエレベーター6機
- 食堂
- 喫茶店
- 売店
- みやげ物店
- りそな銀行衆議院支店・参議院支店 - ATMも設置されている。
- JTB国会内店
- 便所
- 喫煙室
- 駐車場
- 理容店 - [4]
- 歯科医院
- セブン-イレブン - セブン銀行のATMも設置されている。
- タリーズコーヒー
- てもみん
- 保育所[5]
- 国会健康センター- ウェイトトレーニング用の設備を備えた全館共用のトレーニングジム[5]。
- 柔道場[5]・剣道場[6] - 主に衛視の訓練用だが議員や秘書の他、議員に招待された一般人も利用できる[7]。
- 国際会議室
- 多目的ホール

## PFI事業
議員会館はそれぞれ各企業体によってのPFI事業による運営、管理、警備がなされている。契約はそれぞれ10年で2010年から2020年の第一期事業は終了し現在は2020年から2030年までの第二期事業に入っている。入札制度であり10年の契約で必要な運営費などを企業が負担をし一旦国から金を借り代表企業、構成企業がそれぞれ10年契約の中で返済をする。10年の契約が終わったらそれぞれ衆議院、参議院からの総合評価が入り、今までの企業での10年続行か変更かになる。それぞれの企業体については

### 参議院議員会館
- HOR議員会館PFI株式会社
- 代表企業東急コミュニティー
- 構成企業セコム、鹿島建設、日本管財、太平ビルサービス

その他、福利厚生など協力企業

### 衆議院議員会館
- HOR会館2PFI株式会社
- 代表企業大林ファシリティーズ
- 構成企業三菱地所プロパティマネジメント、ハリマビステム、全日警

その他、福利厚生など協力企業
である。

## 入館
国会議員や秘書や職員・帯用証携帯の記者（議員記章など、全員が専用の議院記章や通行証を持っている）以外の一般人の入館には手続きがあり、新議員会館では、入館時に玄関から入った後、向かって右側の入り口から建物に入館し、セキュリティチェックを受け（金属探知検査ゲートや持ち物検査用X線検査装置の検査をされる）、そこから、玄関ロビーの受付台にて「面会証」に必要事項を記入し、受付にて面会証を受付に提示する。その時、受付に設置してある監視カメラを通じて、顔画像が行き先の議員事務所各室に転送されている。その上で訪問先の秘書・事務所職員の許可が無いと、議員会館に入ることはできない（たまたま不在で議員事務所職員が居ない場合も同じ）。夜間、休日は防災センター及びサービスセンターにて警備員が常駐してるので、そこから通行証を持って入るか無い場合には受付が必要である。その後、ICチップ内蔵の「ICカード入館証」をセキュリティゲートにかざして入場する。複数の議員事務所に訪問する場合は、その訪問先一枚ずつ面会証を記入しなければならない。また、入館しても面会証記載以外の議員事務所に立ち寄る事は、固く禁じられている。
退館時は、ICカード入館証をセキュリティーゲートの「リーダライタ」にタッチして出場し、回収ボックスに入館証を投入して、入館時とは別の出入口から退館する様になっている。

## 通信

### 電話網
議員会館の電話網は衆議院または参議院の電話網（ビル電話）に組み込まれており、外線を通ずることなく議事堂内との連絡が可能であるが、各議員事務室にも衆議院または参議院の内線電話が敷設されている。議員の自費により直通電話を敷設することも可能である。

#### 参議院議員会館
新しい参議院議員会館については、2010年（平成22年）7月11日に実施された第22回参議院議員通常選挙の後に使用が開始されたため、議員事務室の電話番号は、旧来の電話番号から強制的に新しい電話番号に切り替えとなった。新しい議員事務所の電話番号は、下4桁の番号に対して『一定の法則』が存在する。
- 電話番号：03-6550-◯◯◯◯（◯の中に部屋番号と同じ番号が振られる）
- FAX：03-6551-◯◯◯◯（◯の中に部屋番号と同じ番号が振られる）

### ケーブルテレビ
議員会館の各部屋には、国会の本会議や各委員会で開会し審議している様子が国会専用CATVにて配信されている。配信内容は国会インターネット審議中継と同じ映像と音声を使用している。受信には専用のセットトップボックスで受信し、それで受信した端子から一般で販売されているテレビで視聴が可能となっている。

### イントラネット
衆議院・参議院ともに立法事務に資するための情報ネットワークシステム（イントラネット）が整備されており、議員事務室にはパソコン端末が配備されている。議員と公設秘書にはそれぞれ、インターネットサービスプロバイダに加入しているか否かを問わず、以下のメールアドレスが割り当てられる（電子メールアドレスは国会議員全員に割り当てられているが、コンピュータセキュリティや好んで使わない理由から、一般には公表されていない場合もある）。
衆議院
- g00000@shugiin.go.jp（議員本人用。「00000」の部分は5ケタの数字が入る）
- h00000@shugiin.go.jp（公設秘書用。上記に同じ）

参議院
- hoge_hoge@sangiin.go.jp（議員本人用。「hoge_hoge」の部分は「名_姓」）
- hoge_hoge01@sangiin.go.jp（公設秘書用。議員用の末尾に2ケタの数字を付加）

## 旧議員会館

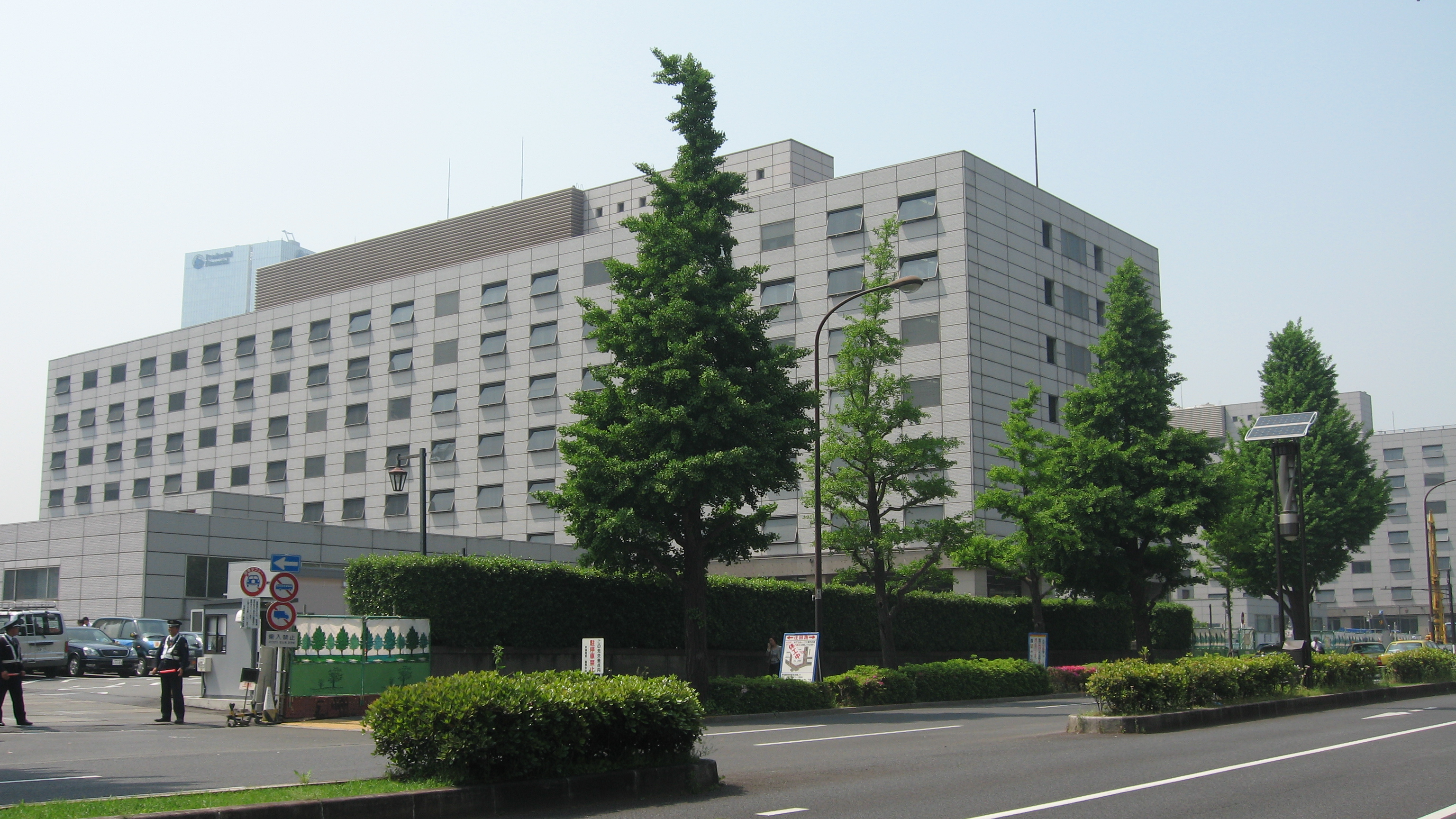
旧衆議院第一議員会館。右遠方に見えるのが、旧衆議院第二議員会館

### 旧議員会館各館の概要

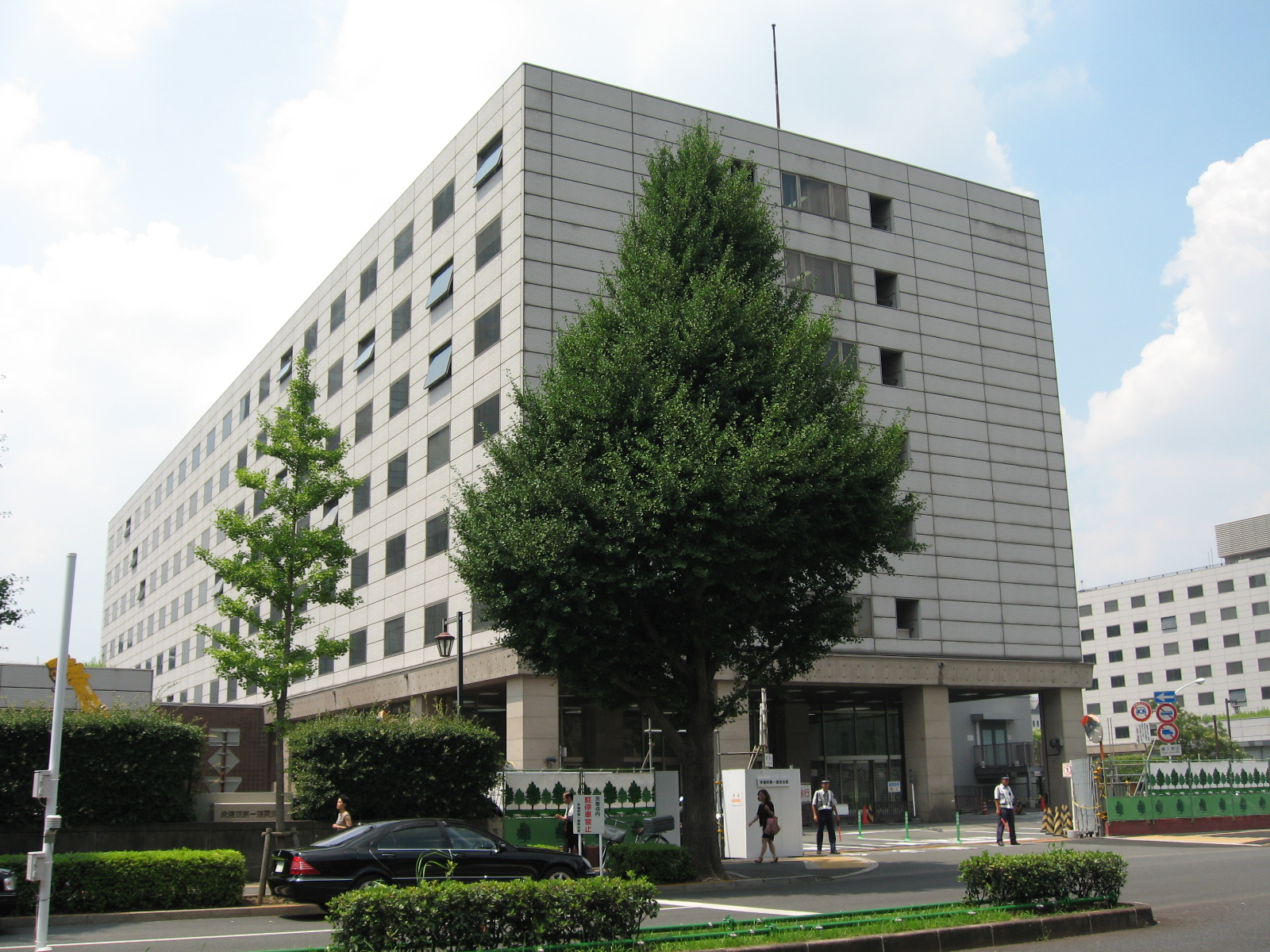
旧衆議院第一議員会館

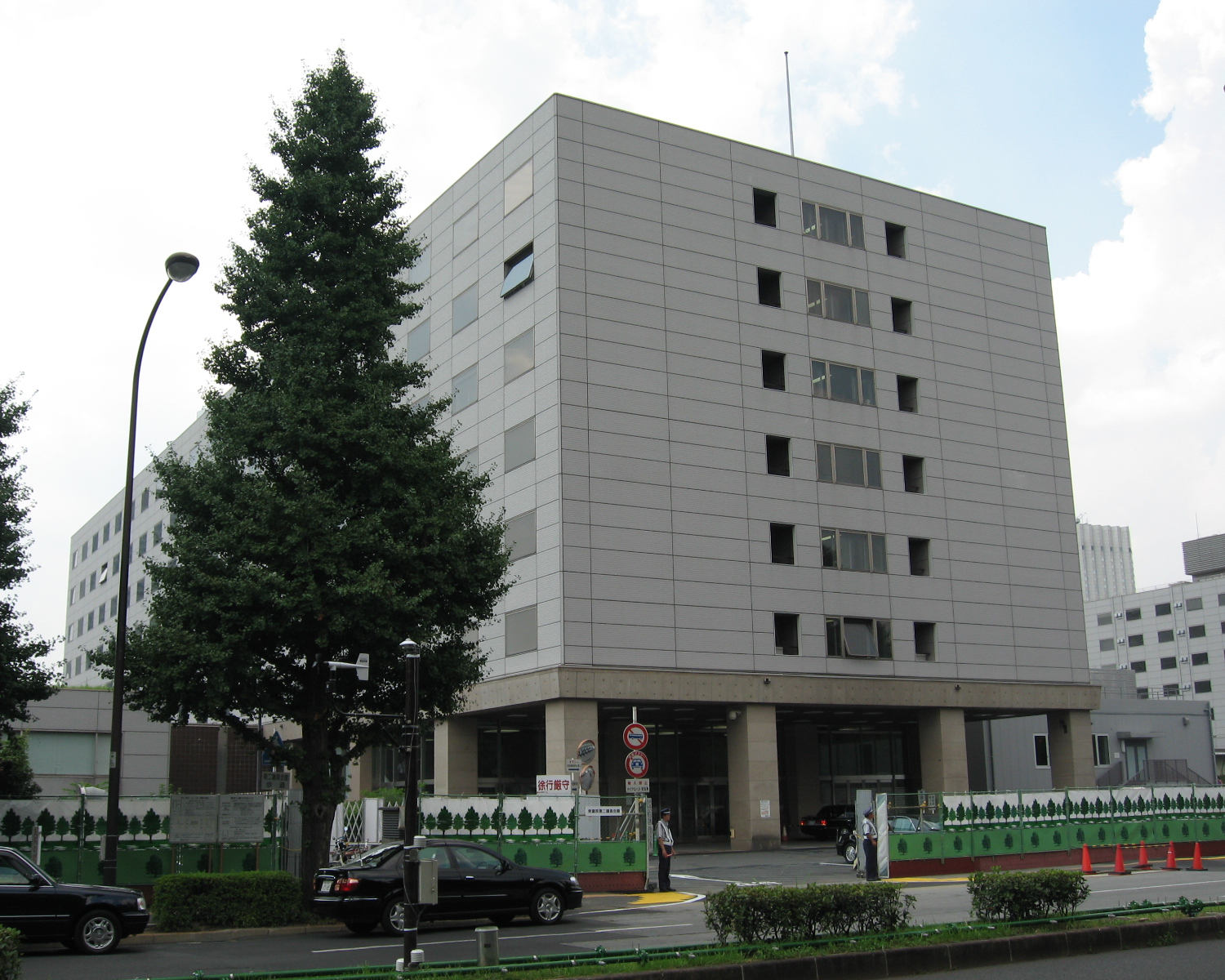
旧衆議院第二議員会館

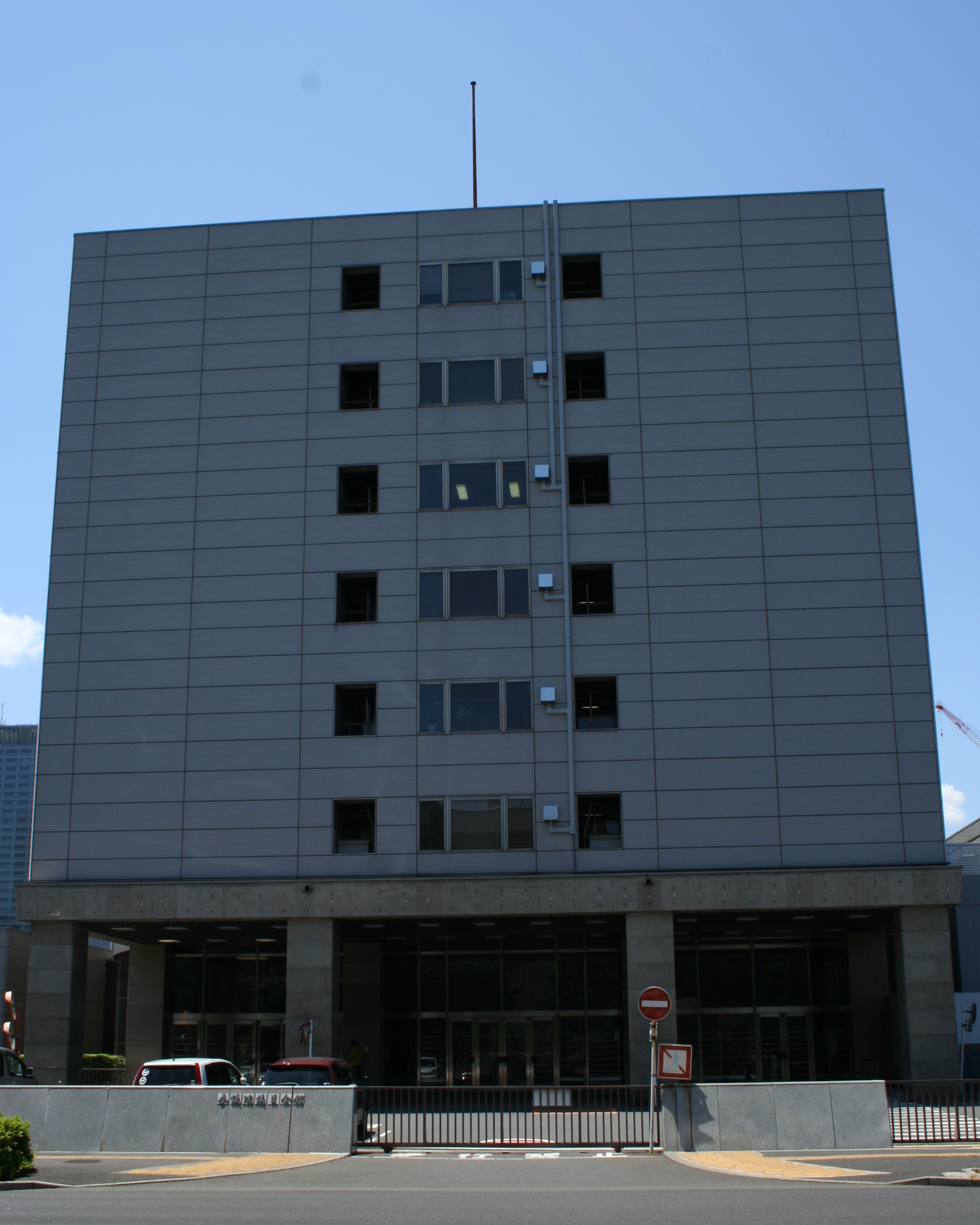
旧参議院議員会館

- 所在地 - 東京都千代田区永田町二丁目2-1
- 階数-地上7階/地下3階
- 敷地面積 - 26,420.79m2
- 建築面積 - 3,183m2
- 延床面積 - 30,512m2
- 議員事務室面積-40m2/室
- 竣工年月 - 1963年10月
- 議員事務室以外の事務室 - 衆議院事務局管理部第一議員会館課、各常任委員長室、各特別委員長室、各党政策部会使用室

旧衆議院第二議員会館
- 所在地 - 東京都千代田区永田町二丁目1-2
- 階数-地上7階/地下3階
- 敷地面積 - 19,703.51m2
- 建築面積 - 3,187m2
- 延床面積 - 34,208m2
- 議員事務室面積-40m2/室
- 竣工年月 - 1965年9月
- 議員事務室以外の事務室 - 衆議院事務局管理部第二議員会館課、衆議院調査局各調査室、裁判官訴追委員会

旧参議院議員会館
- 所在地 - 東京都千代田区永田町二丁目1-1
- 敷地面積 - 28,337.7m2
- 建築面積 - 4,707m2
- 延床面積 - 34,333m2
- 竣工年月 - 1965年5月
- 議員事務室以外の事務室 - 参議院事務局管理部議員会館課、参議院事務局庶務部議員課、参議院事務局議事部請願課、各常任委員長室、各特別委員長室、各調査会長室

### 旧議員会館議員事務室
約40m2の広さで、廊下側に秘書や事務員が勤務する前室、奥の窓側が議員用個室と区分されていた。特に前室のスペースが狭く、秘書や事務員用の机といすを3セットと本棚を置くと余分なスペースがなくなるほどであり、部外者の待ち合いスペースが確保できないばかりか、執務にすら支障をきたすほどで、この狭さが建て替えの大きな理由の1つとなっていた。なお、議員用のいすやテーブル・応接用ソファなどは議員に無償で貸し出される。エアコン完備。旧議員会館は「アメリカ合衆国上院議員の事務室と比べてみすぼらしい」とする論があるが、これは両国の議員の性質の違いがある。
なお、3棟とも2階から7階まで1フロアにつき42室が設けられていたが、議員定数削減により議員数が減少した結果、使用されなくなったスペースも生じており、そのうちの一部は会議室や面談室・応接室などに転用されていた。

### 旧議員会館プール
1963年頃、第三議員会館内にあったプールが首都高速道路建設に伴い取り壊され、1965年、道路公団の手により第二議員会館裏に新たにプールが設置された。夏場には議員、職員らに開放されたが、実態は防火用水池であった。

## 利用ルール
議員会館は国会議員同士や国会議員指定者を交えた者たちによる会合のみに使用出来る。国会法第132条の2「議員の職務遂行の便に供するため議員会館を設け各議員に提供する」と規定されおり、議員会館の利用規約でも「議員同士による会合および議員とその議員が指定した会議出席者との会合に使用できますが、議員の名を借りた関係団体の申し込みはできません」「集会、請願、要請、陳情等には使用できません」と規定されている。そして、議員会館のスペースを予約出来るのは現職の国会議員のみ出来ると定められている。

### 記者会見利用など違反使用・申請者隠匿問題
しかし、前述のルールを破る一部の国会議員が友好関係にある外郭団体や支援者の希望する集会・記者会見など「会合」ではない「権威づけの場貸し」に悪用している問題がある。1時間数万円相当の価値の千代田区の一等地にある議員会館スペースの利益供与している問題もあるが、もっと問題なのは記者会見などメディアを利用したパフォーマンスの場として議員会館を使う明確なルール違反行為なことである。最も悪質な議員会館の使い方として、「国会議員らによる会合の場」というルール遵守使用前提で申請者公表制度が無い点を突き、批判を避けるために申請者として姿を見せずに身内のパフォーマンスの場に貸し出す行為である。